# Josep Planellas i Giralt
Josep Planellas i Giralt (Barcelona, 1820 - Barcelona, 1888) va ser un metge, botànic i professor universitari català.
Cursà estudis de Filosofia i Medicina a Barcelona. Posteriorment, es llicenciaria en ciències naturals a la Universitat de Santiago de Compostel·la. Planellas es convertí en el primer professor d'Història Natural, iniciant la seva tasca docent en el curs 1847-48, procedent de l'Institut de Jaén. Fou catedràtic d'història natural a la Universitat de Santiago de Compostel·la, entre 1849 i 1868, i de Mineralogia, Botànica i Zoologia de la Universitat de Barcelona, entre 1868 i 1888, on exercí també interinament de rector (1880). Deixeble de Joan Francesc Bahí i Fontseca, és autor de l'Ensayo de una flora fanerogámica gallega (1852), que fou el primer catàleg florístic de Galícia, on va descriure dotze tàxons nous. El seu herbari comprèn uns 2.500 plecs, majoritàriament recol·lectats a Galícia, però també hi ha un volum important de plantes cultivades, plantes provinents d'intercanvi amb científics de l'època, com Heinrich Moritz Willkomm o Jakob Emanuel Lange, entre d'altres, i algunes recol·lectades a Catalunya. El seu herbari es conserva a la facultat de Biologia de la Universitat de Barcelona. El 1872 ingressà a la Reial Acadèmia de Ciències i Arts de Barcelona (RACAB).